# Grupp A i kvalspelet till världsmästerskapet i fotboll 2014 (AFC)
| Lag        | S | V | O | F | GM | IM | MS | P  |
| ---------- | - | - | - | - | -- | -- | -- | -- |
| Iran       | 8 | 5 | 1 | 2 | 8  | 2  | +6 | 16 |
| Sydkorea   | 8 | 4 | 2 | 2 | 13 | 7  | +6 | 14 |
| Uzbekistan | 8 | 4 | 2 | 2 | 11 | 6  | +5 | 14 |
| Qatar      | 8 | 2 | 1 | 5 | 5  | 13 | −8 | 7  |
| Libanon    | 8 | 1 | 2 | 5 | 3  | 12 | −9 | 5  |

| Hemma \ Borta | Iran | Libanon | Sydkorea | Qatar | Uzbekistan |
| Iran          | —    | 4–0     | 1–0      | 0–0   | 0–1        |
| Libanon       | 1–0  | —       | 1–1      | 0–1   | 1–1        |
| Sydkorea      | 0-1  | 3–0     | —        | 2–1   | 1–0        |
| Qatar         | 0–1  | 1–0     | 1–4      | —     | 0–1        |
| Uzbekistan    | 0–1  | 1–0     | 2–2      | 5-1   | —          |

## Matcher
|             | 3 juni 2012 | Uzbekistan | 0 – 1           | Iran             | JAR Stadium                                             |                                                         |
| 19:00 UTC+5 | 19:00 UTC+5 |            | (0 – 0) Rapport | Khalatbari 90+3′ | Tasjkent Publik: 9 000 Domare: Yuichi Nishimura (Japan) | Tasjkent Publik: 9 000 Domare: Yuichi Nishimura (Japan) |
| 19:00 UTC+5 | 19:00 UTC+5 |            |                 |                  | Tasjkent Publik: 9 000 Domare: Yuichi Nishimura (Japan) | Tasjkent Publik: 9 000 Domare: Yuichi Nishimura (Japan) |
| 19:00 UTC+5 | 19:00 UTC+5 |            |                 |                  | Tasjkent Publik: 9 000 Domare: Yuichi Nishimura (Japan) | Tasjkent Publik: 9 000 Domare: Yuichi Nishimura (Japan) |

|             | 3 juni 2012 | Libanon | 0 – 1           | Qatar        | Sports City                                             |                                                         |
| 20:30 UTC+3 | 20:30 UTC+3 |         | (0 – 0) Rapport | Quintana 64′ | Beirut Publik: 40 000 Domare: Nawaf Shukralla (Bahrain) | Beirut Publik: 40 000 Domare: Nawaf Shukralla (Bahrain) |
| 20:30 UTC+3 | 20:30 UTC+3 |         |                 |              | Beirut Publik: 40 000 Domare: Nawaf Shukralla (Bahrain) | Beirut Publik: 40 000 Domare: Nawaf Shukralla (Bahrain) |
| 20:30 UTC+3 | 20:30 UTC+3 |         |                 |              | Beirut Publik: 40 000 Domare: Nawaf Shukralla (Bahrain) | Beirut Publik: 40 000 Domare: Nawaf Shukralla (Bahrain) |

|             | 8 juni 2012 | Libanon      | 1 – 1           | Uzbekistan   | Sports City                                             |                                                         |
| 16:00 UTC+3 | 16:00 UTC+3 | Al Saadi 34′ | (1 – 1) Rapport | Khasanov 12′ | Beirut Publik: 13 000 Domare: Abdullah Al Hilali (Oman) | Beirut Publik: 13 000 Domare: Abdullah Al Hilali (Oman) |
| 16:00 UTC+3 | 16:00 UTC+3 |              |                 |              | Beirut Publik: 13 000 Domare: Abdullah Al Hilali (Oman) | Beirut Publik: 13 000 Domare: Abdullah Al Hilali (Oman) |
| 16:00 UTC+3 | 16:00 UTC+3 |              |                 |              | Beirut Publik: 13 000 Domare: Abdullah Al Hilali (Oman) | Beirut Publik: 13 000 Domare: Abdullah Al Hilali (Oman) |

|             | 8 juni 2012 | Qatar   | 1 – 4           | Sydkorea                                             | Jassim Bin Hamad Stadium                                          |                                                                   |
| 19:15 UTC+3 | 19:15 UTC+3 | Ali 22′ | (1 – 1) Rapport | Lee Keunho 26′, 80′ Kwak Taehwi 55′ Kim Shinwook 64′ | Doha Publik: 10 730 Domare: Ali Albadwawi (Förenade arabemiraten) | Doha Publik: 10 730 Domare: Ali Albadwawi (Förenade arabemiraten) |
| 19:15 UTC+3 | 19:15 UTC+3 |         |                 |                                                      | Doha Publik: 10 730 Domare: Ali Albadwawi (Förenade arabemiraten) | Doha Publik: 10 730 Domare: Ali Albadwawi (Förenade arabemiraten) |
| 19:15 UTC+3 | 19:15 UTC+3 |         |                 |                                                      | Doha Publik: 10 730 Domare: Ali Albadwawi (Förenade arabemiraten) | Doha Publik: 10 730 Domare: Ali Albadwawi (Förenade arabemiraten) |

|               | 12 juni 2012  | Iran | 0 – 0   | Qatar | Azadi                                                    |                                                          |
| 20:00 UTC+4,5 | 20:00 UTC+4,5 |      | Rapport |       | Teheran Publik: 100 000 Domare: Peter Green (Australien) | Teheran Publik: 100 000 Domare: Peter Green (Australien) |
| 20:00 UTC+4,5 | 20:00 UTC+4,5 |      |         |       | Teheran Publik: 100 000 Domare: Peter Green (Australien) | Teheran Publik: 100 000 Domare: Peter Green (Australien) |
| 20:00 UTC+4,5 | 20:00 UTC+4,5 |      |         |       | Teheran Publik: 100 000 Domare: Peter Green (Australien) | Teheran Publik: 100 000 Domare: Peter Green (Australien) |

|             | 12 juni 2012 | Sydkorea                             | 3 – 0           | Libanon | Goyang Stadium                                     |                                                    |
| 20:00 UTC+9 | 20:00 UTC+9  | Kim Bokyung 30′, 48′ Koo Jacheol 90′ | (1 – 0) Rapport |         | Goyang Publik: 36 756 Domare: Masaaki Toma (Japan) | Goyang Publik: 36 756 Domare: Masaaki Toma (Japan) |
| 20:00 UTC+9 | 20:00 UTC+9  |                                      |                 |         | Goyang Publik: 36 756 Domare: Masaaki Toma (Japan) | Goyang Publik: 36 756 Domare: Masaaki Toma (Japan) |
| 20:00 UTC+9 | 20:00 UTC+9  |                                      |                 |         | Goyang Publik: 36 756 Domare: Masaaki Toma (Japan) | Goyang Publik: 36 756 Domare: Masaaki Toma (Japan) |

|             | 11 september 2012 | Libanon   | 1 – 0           | Iran | Sports City                                  |                                              |
| 17:00 UTC+3 | 17:00 UTC+3       | Antar 27′ | (1 – 0) Rapport |      | Beirut Publik: 14 000 Domare: Tan Hai (Kina) | Beirut Publik: 14 000 Domare: Tan Hai (Kina) |
| 17:00 UTC+3 | 17:00 UTC+3       |           |                 |      | Beirut Publik: 14 000 Domare: Tan Hai (Kina) | Beirut Publik: 14 000 Domare: Tan Hai (Kina) |
| 17:00 UTC+3 | 17:00 UTC+3       |           |                 |      | Beirut Publik: 14 000 Domare: Tan Hai (Kina) | Beirut Publik: 14 000 Domare: Tan Hai (Kina) |

|             | 11 september 2012 | Uzbekistan                           | 2 – 2           | Sydkorea                                | Pachtakor Markazij-stadion                                     |                                                                |
| 18:00 UTC+5 | 18:00 UTC+5       | Ki Sungyueng 13′ (sjm.) Tursunov 59′ | (1 – 1) Rapport | Filiposyan 44′ (sjm.) Lee Dong Gook 57′ | Tasjkent Publik: 33 000 Domare: Benjamin Williams (Australien) | Tasjkent Publik: 33 000 Domare: Benjamin Williams (Australien) |
| 18:00 UTC+5 | 18:00 UTC+5       |                                      |                 |                                         | Tasjkent Publik: 33 000 Domare: Benjamin Williams (Australien) | Tasjkent Publik: 33 000 Domare: Benjamin Williams (Australien) |
| 18:00 UTC+5 | 18:00 UTC+5       |                                      |                 |                                         | Tasjkent Publik: 33 000 Domare: Benjamin Williams (Australien) | Tasjkent Publik: 33 000 Domare: Benjamin Williams (Australien) |

|             | 16 oktober 2012 | Qatar | 0 – 1           | Uzbekistan   | Jassim Bin Hamad Stadium                   |                                            |
| 15:25 UTC+3 | 15:25 UTC+3     |       | (0 – 1) Rapport | Tursunov 13′ | Doha Publik: 11 260 Domare: Tan Hai (Kina) | Doha Publik: 11 260 Domare: Tan Hai (Kina) |
| 15:25 UTC+3 | 15:25 UTC+3     |       |                 |              | Doha Publik: 11 260 Domare: Tan Hai (Kina) | Doha Publik: 11 260 Domare: Tan Hai (Kina) |
| 15:25 UTC+3 | 15:25 UTC+3     |       |                 |              | Doha Publik: 11 260 Domare: Tan Hai (Kina) | Doha Publik: 11 260 Domare: Tan Hai (Kina) |

|               | 16 oktober 2012 | Iran        | 1 – 0           | Sydkorea | Azadi                                                   |                                                         |
| 20:00 UTC+4,5 | 20:00 UTC+4,5   | Nekonam 76′ | (0 – 0) Rapport |          | Teheran Publik: 99 885 Domare: Abdul Bashir (Singapore) | Teheran Publik: 99 885 Domare: Abdul Bashir (Singapore) |
| 20:00 UTC+4,5 | 20:00 UTC+4,5   |             |                 |          | Teheran Publik: 99 885 Domare: Abdul Bashir (Singapore) | Teheran Publik: 99 885 Domare: Abdul Bashir (Singapore) |
| 20:00 UTC+4,5 | 20:00 UTC+4,5   |             |                 |          | Teheran Publik: 99 885 Domare: Abdul Bashir (Singapore) | Teheran Publik: 99 885 Domare: Abdul Bashir (Singapore) |

|             | 14 november 2012 | Qatar        | 1 – 0           | Libanon | Jassim Bin Hamad Stadium                                    |                                                             |
| 17:45 UTC+3 | 17:45 UTC+3      | Quintana 75′ | (0 – 0) Rapport |         | Doha Publik: 12 870 Domare: Khalil Al Ghamdi (Saudiarabien) | Doha Publik: 12 870 Domare: Khalil Al Ghamdi (Saudiarabien) |
| 17:45 UTC+3 | 17:45 UTC+3      |              |                 |         | Doha Publik: 12 870 Domare: Khalil Al Ghamdi (Saudiarabien) | Doha Publik: 12 870 Domare: Khalil Al Ghamdi (Saudiarabien) |
| 17:45 UTC+3 | 17:45 UTC+3      |              |                 |         | Doha Publik: 12 870 Domare: Khalil Al Ghamdi (Saudiarabien) | Doha Publik: 12 870 Domare: Khalil Al Ghamdi (Saudiarabien) |

|               | 14 november 2012 | Iran | 0 – 1           | Uzbekistan | Azadi                                                                |                                                                      |
| 20:00 UTC+4,5 | 20:00 UTC+4,5    |      | (0 – 0) Rapport | Bakaev 71′ | Teheran Publik: 43 700 Domare: Ali Albadwawi (Förenade arabemiraten) | Teheran Publik: 43 700 Domare: Ali Albadwawi (Förenade arabemiraten) |
| 20:00 UTC+4,5 | 20:00 UTC+4,5    |      |                 |            | Teheran Publik: 43 700 Domare: Ali Albadwawi (Förenade arabemiraten) | Teheran Publik: 43 700 Domare: Ali Albadwawi (Förenade arabemiraten) |
| 20:00 UTC+4,5 | 20:00 UTC+4,5    |      |                 |            | Teheran Publik: 43 700 Domare: Ali Albadwawi (Förenade arabemiraten) | Teheran Publik: 43 700 Domare: Ali Albadwawi (Förenade arabemiraten) |

|             | 26 mars 2013 | Uzbekistan   | 1 – 0           | Libanon | Bunyodkor Stadium                                        |                                                          |
| 18:00 UTC+5 | 18:00 UTC+5  | Djeparov 63′ | (0 – 0) Rapport |         | Tasjkent Publik: 31 197 Domare: Abdul Bashir (Singapore) | Tasjkent Publik: 31 197 Domare: Abdul Bashir (Singapore) |
| 18:00 UTC+5 | 18:00 UTC+5  |              |                 |         | Tasjkent Publik: 31 197 Domare: Abdul Bashir (Singapore) | Tasjkent Publik: 31 197 Domare: Abdul Bashir (Singapore) |
| 18:00 UTC+5 | 18:00 UTC+5  |              |                 |         | Tasjkent Publik: 31 197 Domare: Abdul Bashir (Singapore) | Tasjkent Publik: 31 197 Domare: Abdul Bashir (Singapore) |

|             | 26 mars 2013 | Sydkorea                           | 2 – 1           | Qatar          | Seoul World Cup Stadium                               |                                                       |
| 20:00 UTC+9 | 20:00 UTC+9  | Lee Keunho 60′ Son Heung Min 90+6′ | (0 – 0) Rapport | Al Khalfan 63′ | Seoul Publik: 37 222 Domare: Yuichi Nishimura (Japan) | Seoul Publik: 37 222 Domare: Yuichi Nishimura (Japan) |
| 20:00 UTC+9 | 20:00 UTC+9  |                                    |                 |                | Seoul Publik: 37 222 Domare: Yuichi Nishimura (Japan) | Seoul Publik: 37 222 Domare: Yuichi Nishimura (Japan) |
| 20:00 UTC+9 | 20:00 UTC+9  |                                    |                 |                | Seoul Publik: 37 222 Domare: Yuichi Nishimura (Japan) | Seoul Publik: 37 222 Domare: Yuichi Nishimura (Japan) |

|             | 4 juni 2013 | Qatar | 0 – 1           | Iran               | Jassim Bin Hamad Stadium                             |                                                      |
| 19:15 UTC+3 | 19:15 UTC+3 |       | (0 – 0) Rapport | Ghoochannejhad 66′ | Doha Publik: 11 872 Domare: Abdul Bashir (Singapore) | Doha Publik: 11 872 Domare: Abdul Bashir (Singapore) |
| 19:15 UTC+3 | 19:15 UTC+3 |       |                 |                    | Doha Publik: 11 872 Domare: Abdul Bashir (Singapore) | Doha Publik: 11 872 Domare: Abdul Bashir (Singapore) |
| 19:15 UTC+3 | 19:15 UTC+3 |       |                 |                    | Doha Publik: 11 872 Domare: Abdul Bashir (Singapore) | Doha Publik: 11 872 Domare: Abdul Bashir (Singapore) |

|             | 4 juni 2013 | Libanon     | 1 – 1           | Sydkorea          | Sports City                                                 |                                                             |
| 20:30 UTC+3 | 20:30 UTC+3 | Maatouk 12′ | (1 – 0) Rapport | Kim Chi Woo 90+6′ | Beirut Publik: 8 430 Domare: Benjamin Williams (Australien) | Beirut Publik: 8 430 Domare: Benjamin Williams (Australien) |
| 20:30 UTC+3 | 20:30 UTC+3 |             |                 |                   | Beirut Publik: 8 430 Domare: Benjamin Williams (Australien) | Beirut Publik: 8 430 Domare: Benjamin Williams (Australien) |
| 20:30 UTC+3 | 20:30 UTC+3 |             |                 |                   | Beirut Publik: 8 430 Domare: Benjamin Williams (Australien) | Beirut Publik: 8 430 Domare: Benjamin Williams (Australien) |

|               | 11 juni 2013  | Iran                                                 | 4 – 0           | Libanon | Azadi                                               |                                                     |
| 20:00 UTC+4,5 | 20:00 UTC+4,5 | Khalatbari 39′ Nekonam 45+1′, 86′ Ghoochannejhad 46′ | (2 – 0) Rapport |         | Teheran Publik: 91 300 Domare: Masaaki Toma (Japan) | Teheran Publik: 91 300 Domare: Masaaki Toma (Japan) |
| 20:00 UTC+4,5 | 20:00 UTC+4,5 |                                                      |                 |         | Teheran Publik: 91 300 Domare: Masaaki Toma (Japan) | Teheran Publik: 91 300 Domare: Masaaki Toma (Japan) |
| 20:00 UTC+4,5 | 20:00 UTC+4,5 |                                                      |                 |         | Teheran Publik: 91 300 Domare: Masaaki Toma (Japan) | Teheran Publik: 91 300 Domare: Masaaki Toma (Japan) |

|             | 11 juni 2013 | Sydkorea                | 1 – 0           | Uzbekistan | Seoul World Cup Stadium                          |                                                  |
| 20:00 UTC+9 | 20:00 UTC+9  | Shorakhmedov 42′ (sjm.) | (0 – 0) Rapport |            | Seoul Publik: 50 699 Domare: Minoru Tojo (Japan) | Seoul Publik: 50 699 Domare: Minoru Tojo (Japan) |
| 20:00 UTC+9 | 20:00 UTC+9  |                         |                 |            | Seoul Publik: 50 699 Domare: Minoru Tojo (Japan) | Seoul Publik: 50 699 Domare: Minoru Tojo (Japan) |
| 20:00 UTC+9 | 20:00 UTC+9  |                         |                 |            | Seoul Publik: 50 699 Domare: Minoru Tojo (Japan) | Seoul Publik: 50 699 Domare: Minoru Tojo (Japan) |

|             | 18 juni 2013 | Uzbekistan                                            | 5 – 1           | Qatar     | Bunyodkor Stadium                                        |                                                          |
| 17:00 UTC+5 | 17:00 UTC+5  | Nasimov 60′, 74′ Zootev 72′ Ahmedov 87′ Bakayev 90+1′ | (0 – 1) Rapport | Ilyas 37′ | Tasjkent Publik: 34 000 Domare: Peter Green (Australien) | Tasjkent Publik: 34 000 Domare: Peter Green (Australien) |
| 17:00 UTC+5 | 17:00 UTC+5  |                                                       |                 |           | Tasjkent Publik: 34 000 Domare: Peter Green (Australien) | Tasjkent Publik: 34 000 Domare: Peter Green (Australien) |
| 17:00 UTC+5 | 17:00 UTC+5  |                                                       |                 |           | Tasjkent Publik: 34 000 Domare: Peter Green (Australien) | Tasjkent Publik: 34 000 Domare: Peter Green (Australien) |

|             | 18 juni 2013 | Sydkorea | 0 – 1           | Iran               | Munsu Football Stadium                      |                                             |
| 21:00 UTC+9 | 21:00 UTC+9  |          | (0 – 0) Rapport | Ghoochannejhad 60′ | Ulsan Publik: 42 243 Domare: Tan Hai (Kina) | Ulsan Publik: 42 243 Domare: Tan Hai (Kina) |
| 21:00 UTC+9 | 21:00 UTC+9  |          |                 |                    | Ulsan Publik: 42 243 Domare: Tan Hai (Kina) | Ulsan Publik: 42 243 Domare: Tan Hai (Kina) |
| 21:00 UTC+9 | 21:00 UTC+9  |          |                 |                    | Ulsan Publik: 42 243 Domare: Tan Hai (Kina) | Ulsan Publik: 42 243 Domare: Tan Hai (Kina) |